# Annales Vedastini
Los Annales Vedastini o Anales de San Vaast son una serie de crónicas medievales escritas a principios del siglo X en la Abadía de San Vaast en Arrás. Son una fuente histórica importante de acontecimientos en el siglo IX. Entre los años 874 y 900 se observa una fuerte polarización de asuntos entre Lotaringia y Francia Occidental. Como los Annales Fuldenses y Annales Bertiniani, los Annales Vedastini fueron combinados con otros Reichsannalen en un compendio llamado Chronicon Vedastinum, una crónica genérica sobre la historia del imperio carolingio hasta 899.